# 이상래 (1962년)
이상래(李相來, 1962년 5월 4일 ~ )는 대한민국의 정치인이다. 제9대 대전광역시의원을 지냈다.

## 학력
- 대전신흥초등학교
- 대전중앙중학교
- 우송고등학교
- 대전대학교 경상학부 국제무역통상학전공 졸업
- 대전대학교 경영행정·사회복지대학원 사회복지학과 졸업(사회복지학 석사)

## 경력
- 국회사무처 4급 보좌관
- 한국자유총연맹 동구지부장
- 국회 이장우 의원실 보좌관
- 국민의힘 대전광역시당 동구 당협위원회 부위원장
- 2022.07 ~ : 제9대 대전광역시의회 의원
  - 2022.07 ~ 2024.06: 제9대 대전광역시의회 전반기 의장
- 2022.07 ~ 2023.09: 제18대 대한민국시도의회의장협의회 감사
- 2023.09 ~ 2024.06: 제18대 대한민국시도의회의장협의회 부회장

## 역대 선거 결과
|  | 46.49% |

|  | 42.14% |

|  | 57.23% |